# کورت فلت
کورت فلد (انگلیسی: Kurt Feldt؛ ۲۲ نوامبر ۱۸۹۷ – ۱۱ مارس ۱۹۷۰) فرد نظامی اهل آلمان بود. وی همچنین برندهٔ جوایزی همچون صلیب شوالیه آهنین شده‌است.